# Cynoscion phoxocephalus
Cynoscion phoxocephalus är en fiskart som beskrevs av Jordan och Gilbert 1882. Cynoscion phoxocephalus ingår i släktet Cynoscion och familjen havsgösfiskar. IUCN kategoriserar arten globalt som livskraftig. Inga underarter finns listade i Catalogue of Life.